# Àragorn
L'Àragorn és un personatge fictici de l'univers de J.R.R. Tolkien. És un dels protagonistes principals d'El Senyor dels Anells. Com a Àragorn II, era el capità dels dúnedain del nord, hereu del llinatge d'Eléndil, i després de la derrota del Senyor Fosc Sàuron va ser coronat amb el nom d'Eléssar Telcontar com a primer rei del Regne Reunificat.

## Biografia

### Abans de la descoberta de l'Anell
L'Àragorn va néixer l'any 2931 de la Tercera Edat, fill d'Àrathorn II i la seva esposa Gilraen. Era del llinatge d'Eléndil a través de la línia de Valàndil, que després de la desfeta del Regne d'Àrnor al Nord ostentaven el títol de caps dels dúnedain (homes de l'oest). De fet, els que els havien conegut a tots dos afirmaven que físicament l'Àragorn s'assemblava molt a l'Eléndil.
Quan l'Àragorn només tenia dos anys, el seu pare va morir tot caçant orcs quan una fletxa li va travessar l'ull. L'Àragorn va ser portat a Rivendell per ser-hi educat, i a petició de la seva mare, la seva identitat es va mantenir en secret per a protegir-lo. Va ser rebatejat com a Estel ("esperança" en sindarin). No se li va revelar la seva identitat fins a la majoria d'edat, als 20 anys. Aleshores, n'Élrond va comunicar-li el seu veritable nom, i li va entregar les relíquies familiars: els fragments de Nàrsil, i l'anell de Bàrahir. A partir d'aleshores, va assumir el seu rol com a setzè Cap dels Dúnedain i Capità dels Muntaners del Nord. L'Àragorn va conèixer en Gàndalf el Gris, i es van fer bons amics. A petició seva, va començar a patrullar les fronteres de la Comarca. Els homes i hòbbits que hi vivien el batejaren amb el malnom de Gambús. També va emprendre llargs viatges, servint (sense revelar la seva identitat) en els exèrcits del rei Théngel de Ròhan i el senescal Echtélion II de Góndor. Quan l'Arwen, filla de n'Élrond, havia tornat a Rivendell després de viure uns anys amb na Galàdriel i en Cèleborn (els seus avis) a Lórien, l'Àragorn se n'enamorarà. Anys més tard, en tornar dels seus viatges, van prometre's a Lórien. Però n'Élrond s'oposà al matrimoni (que implicava que l'Arwen passaria a ser mortal i moriria com els homes), mentre l'Àragorn no fos rei de facto dels antics regnes d'Àrnor i Góndor.
L'any 3009, en Gàndalf va demanar a l'Àragorn d'anar a buscar en Gòl·lum. Va aconseguir capturar la criatura als Aiguamolls Morts, a prop de Mórdor, i va lliurar-lo a en Gàndalf perquè l'interrogués.

### El Senyor dels Anells
El 30 de setembre de l'Any 3018 de la Tercera Edat, l'Àragorn esperava a la taverna del Cavallet Presumit, a Bree, l'arribada d'un grup de hòbbits de la Comarca. Allà es va presentar com a Gambús a en Frodo Saquet, i a partir d'aleshores va guiar-lo en el seu viatge. A partir d'aquest punt, l'hereu d'Eléndil va implicar-se completament en la missió de l'Anell. Va participar en el Consell de n'Élrond, va ser un membre de la Germandat de l'Anell, i la va liderar després que en Gàndalf caigués a Mòria. Quan la germandat es dissolgué, va participar en la batalla de la Gorja d'en Helm i en la desfeta d'Ísengard. Va reclamar per primer cop els drets que per llinatge li pertocaven davant d'en Sàuron, a través del palantir. Formava part d'una estratègia per distreure el Senyor Fosc de la incursió d'en Frodo a Mórdor per destruir-hi l'Anell. Va demostrar més enllà del dubte els seus drets a ocupar el tron quan va comandar l'exèrcit dels Morts en Vida, que només podien rebre ordres del rei veritable.
La seva inesperada arribada a la batalla dels Camps de Pelènnor va fer canviar el sentit de la batalla obtenint una victòria decisiva davant les hosts de Mórdor. Després d'aquesta gesta i de les magnífiques habilitats com a curador que va demostrar després de la batalla, la gent de Góndor (que originalment mostrava certes reticències envers el llinatge del Nord) va aclamar l'Àragorn com a rei. L'Àragorn va liderar els homes de Góndor en l'última marxa desesperada cap a la Porta Negra de Mórdor, per distreure encara més l'atenció d'en Sàuron. L'estratègia va tenir èxit: l'Anell fou destruït, en Sàuron fou enderrocat i la fortalesa de Bàrad-dûr s'esfondrà.

### Després de la caiguda d'en Sàuron
Un cop derrotat el Senyor Fosc, l'any 3019 de la Tercera Edat, l'Àragorn va ser coronat com a Rei Elèssar ("Pedra Èlfica" en sindarin). Va casar-se amb l'Arwen poc després i va governar el Regne Reunificat d'Àrnor i Góndor fins a l'any 120 de la Quarta Edat (seria el 3141 de la Tercera). El seu regnat va ser de gran harmonia i prosperitat, i les relacions entre homes, elfs i nans es van estrènyer. Va morir a l'edat de 210 anys, després de 120 anys de regnat. El seu fill Eldàrion va succeir-lo. Entristida per la mort del seu marit, l'Arwen va morir l'any després.

## Genealogia dels Mig-elfs
```
  
Finwë
 = 
Indis

        |
    
Fingolfin
 = 
Anairë
    
Gàldor
      
Thíngol
 = 
Mèlian

           |                 |
           |          (1)    |
        
Turgon
 = 
Elenwë
   
Huor
    
Beren
 = 
Lúthien

               |           |
            
Idril
 ======= 
Tuor
        
Dior
 = 
Nímloth

                     |
                     |                -------------
                     |           |
                  
Eàrendil
 ======== 
Èlwing
  
Elured i Elurín
     
Galàdriel
 = 
Cèleborn

                              |
                        ------------------          ------------------------
                        |          |
                      
Élros
            
Élrond
 = 
Celebrían

                        |
                
Reis de Númenor
               |
                        :                     |
                
Senyors d'Andúnië
             |
                        :                     |
           
Alts Reis d'Àrnor i Góndor
         |
                        :                     |
                  
Reis d'Àrnor
                |    
                        :                     |
                
Reis d'Arthedain
              |
                        :                ----------------------
             
Capitans dels dúnedain
      |                    |
                        :       (4)      |                    |
                     
Àragorn
 ========= 
Arwen
         
Èl·ladan i Èlrohir

                                 |
                                 |
                             
Eldàrion
```

## Llinatge dels dúnedain d'Eléndil a Àragorn
La línia dinàstica entre Eléndil i Àragorn és una línia directa ininterrompuda durant més de tres mil anys. L'Àragorn és el quarantè descendent d'Eléndil, a través de deu reis d'Àrnor, quinze reis d'Àrthedain i quinze capitans dels dúnedain del nord:
- Reis d'Àrnor: Eléndil, Isíldur, Valàndil, Éldacar, Aràntar, Tàrcil, Taròndor, Valàndur, Eléndur, Eärèndur.
- Reis d'Arthedain: Àmlaith, Béleg, Màllor, Cèlepharn, Celebríndor, Màlvegil, Àrgeleb I, Àrveleg I, Àraphor, Àrgeleb II, Àrvegil, Àrveleg II, Àraval, Àraphant, Àrvedui.
- Capità dels dúnedain: Àranarth, Àrahael, Àranuir, Àravir, Àragorn I, Àraglas, Àrahad I, Àragost, Àravorn, Àrahad II, Àrassuil, Àrathorn I, Àrgonui, Àrador, Àrathorn II.

## Adaptacions
En la versió cinematogràfica d'animació dirigida per Ralph Bakshi, la seva veu la va posar John Hurt, i en la de Peter Jackson de El Senyor dels Anells, l'actor Viggo Mortensen interpreta Àragorn en les tres pel·lícules de la trilogia.